# Nyssodrysilla irrorata
Nyssodrysilla irrorata är en skalbaggsart som först beskrevs av Julius Melzer 1927.  Nyssodrysilla irrorata ingår i släktet Nyssodrysilla och familjen långhorningar.
Artens utbredningsområde är Paraguay. Inga underarter finns listade i Catalogue of Life.